# Liste der brasilianischen Botschafter in Jamaika
Die brasilianische Botschaft befindet sich in Kingston.
Am 10. Januar 1977 dekretierte Ernesto Geisel die Einrichtung einer Botschaft in Kingston.
Der Botschafter in Kingston ist regelmäßig auch bei der dort ansässigen Internationalen Meeresbodenbehörde akkreditiert.
| Ernannt/Akkreditiert | Name                                    | Bemerkungen                                                            | ernannt von                          | akkreditiert während der Regierung von | Posten verlassen |
| -------------------- | --------------------------------------- | ---------------------------------------------------------------------- | ------------------------------------ | -------------------------------------- | ---------------- |
| 1978                 | Márcio Paulo de Oliveira Dias           |                                                                        | Ernesto Geisel                       | Michael Manley                         |                  |
| 1982                 | Ovídio de Andrade Melo                  | (* 17. September 1925 in Barra do Piraí, Rio de Janeiro (Bundesstaat)) | João Baptista de Oliveira Figueiredo | Edward Seaga                           |                  |
| 17. Okt. 1982        | Maria Edileuza Fontenele Reis           |                                                                        | João Baptista de Oliveira Figueiredo | Edward Seaga                           |                  |
| 27. Sep. 1989        | Antônio Carlos Diniz de Andrada         | MSF 171 de 1989                                                        | José Sarney                          | Michael Manley                         |                  |
| 29. Juni 1995        | Sérgio de Souza Fontes Arruda           | [ 3 ]                                                                  | Fernando Henrique Cardoso            | Percival J. Patterson                  |                  |
| 27. Nov. 2000        | Cyro Gabriel do Espírito Santo Cardoso  |                                                                        | Fernando Henrique Cardoso            | Percival J. Patterson                  |                  |
| 10. Dez. 2003        | Cezar Augusto de Souza Lima Amaral      |                                                                        | Luiz Inácio Lula da Silva            | Percival J. Patterson                  |                  |
| 18. Dez. 2007        | Alexandre Rubem Milito Gueiros          | (* 11. Juli 1948 in Recife) Sohn von Gabriela und Rubem Gueiros        | Luiz Inácio Lula da Silva            | Bruce Golding                          |                  |
| 8. Feb. 2011         | Antônio Francisco Da Costa e Silva Neto | [ 5 ]                                                                  | Dilma Rousseff                       | Bruce Golding                          |                  |